# اکیم بگورو
اکیم بگورو (به لاتین: Akim Begoro) یک منطقهٔ مسکونی در غنا است که در منطقه شرقی (غنا) واقع شده‌است.